# The Gray Man (film fra 2007)
The Gray Man (tidligere kendt som Wisteria: The Horrible Story of Albert Fish) er en biografisk gyserfilm fra 2007. Filmen er baseret på det faktiske liv og begivenheder i den amerikanske seriemorder, voldtægtsmand og kannibal Albert H. Fish. Den havde premiere på Montreal World Film Festival den 31. august 2007. Filmen er instrueret af Scott Flynn og med belgisk skuespiller Patrick Bauchau i hovedrollen som Albert H. Fish.